# Віїшоара (Долж)
Віїшоара (рум. Viișoara) — село у повіті Долж в Румунії. Входить до складу комуни Дреготешть.
Село розташоване на відстані 159 км на захід від Бухареста, 26 км на південний схід від Крайови.

## Населення
За даними перепису населення 2002 року у селі проживали 615 осіб. Рідною мовою 613 осіб (99,7%) назвали румунську.
Національний склад населення села:
| Національність | Кількість осіб | Відсоток |
| -------------- | -------------- | -------- |
| румуни         | 610            | 99,2%    |
| цигани         | 5              | 0,8%     |